# Chaussy, Loiret
Chaussy är en kommun i departementet Loiret i regionen Centre-Val de Loire strax norr Frankrikes mitt. Kommunen ligger i kantonen Outarville som tillhör arrondissementet Pithiviers. År 2022 hade Chaussy 274 invånare.

## Befolkningsutveckling
Antalet invånare i kommunen Chaussy
| Referens: INSEE |